# Synodontis
Synodontis (Синодонтіс) — рід риб родини Пір'явусі соми ряду сомоподібні. Має 131 вид. Наукова назва походить від грецьких слів syn, тобто «зростатися», та odous — «зуби». Інші назви «рипуни», «перевернутий сом», «пискун». Викопні представники відомі з часів раннього міоцену.

## Опис
Загальна довжина представників цього роду коливається від 6 до 70 см. Голова коротка, трохи сплощена зверху й сильно стиснута з боків. Очі доволі великі, втім різняться у кожного з видів. Рот помірно широкий. Є 3 пари вусів, з яких нижні зазвичай пір'ясті або бахромчасті. Останні коротші за вуси на верхній щелепі. На кожній щелепі 40—65 зубів, більше зазвичай на нижній, там вони зрощуються між собою. Тулуб масивний, присадкуватий, сильно стиснутий з боків. Спинний плавець зазвичай великий, значної або середньої висоти, з 1—2 сильними й великими жорсткими променями (шипами). Жировий плавець видовжений, округлий. Грудні плавці видовжені, загострені на кінці, мають 1 довгий шип. Черевні плавці маленькі. Анальний плавець великий, у низки видів перевищує спинний. У самців неподалік від анального плавця є генітальний сосочок. Хвостовий плавець видовжений, сильно розрізаний.
Забарвлення доволі різноманітне: коливається від білуватого до чорного. По основному фону проходять численні плямочки або цяточки (зазвичай) чи смужки й лінії контрастних кольорів — білого, помаранчевого, коричневого. Також види різняться за формою і розміром малюнка, його деталей. Черево переважно однотонне, без якихось плям або смужок.

## Спосіб життя
Це демерсальні або бентопелагічні риби. Зустрічаються в прісних водах. Населяють соми різні біотопи: річки з каламутною і навпаки — чистою водою, річки з повільною, стоячою водою, заплави. Багато ендемічних видів, що зустрічаються в окремих озерах або річках. У природі озерні види воліють триматися кам'янистих насипів з невеликими піщаними «полянами».
Виробляють за допомогою м'язів сечового міхура електричні поля, які дають змогу цим сомам спілкуватися між собою. Також здатні видавати стридуляционні звуки за допомогою шипів їхніх грудних плавців на кшталт рипіння. Звідси походить їхня інша назва. Коли їх виймають з води, то пищать.
Активні вночі та присмерку. Вдень ховаються в різних укриттях. Живляться дрібними водними безхребетними, молюсками, мальками риб, водоростями, насінням, детритом. Деякі види використовують у їжу комах, що впали до води. Для цього соми плавають на спині, що стало їхнім основним способом пересування. Часто ці соми беруть камінчики в рот і обсмоктують на наявність мікроорганізмів, а деякі види й заковтують для поліпшення травлення, особливо ті, хто вживає в їжу жорстококрилих комах.
Нерест переважної більшості видів припадає на сезон дощів, з липня по жовтень. Самиці часто відкладають ікру в печерах або ущелинах. Батьки не піклуються про кладку. Соми з Танганьїки мають паразитичний спосіб розмноження. Вони свою ікру підкидають цихлідам, які виношують потомство в роті. Мальки синодонтіса розвиваються і зростають швидше, тож у підсумку пожирають мальків цихлід і залишаються єдиними прийомними «дітьми». Для батьків такий догляд часто закінчується трагічно — мальки сомів часто застряють намертво в горлі цихлід через грудні й спинні колючки. Мальки мають розмір від 1 до 4 см.
Є об'єктами місцевого рибальства, втім, їхнє м'ясо не дуже смачне.

## Розповсюдження
Мешкають у водоймах Центральної, Східної та Західної Африки. Поширені в басейнах річок Конго, Нігер, Ніл, Замбезі, Івіндо, озерах Чад, Малаві, Танганьїка, Вікторія, Тана, Руква.

## Утримання в акваріумі
Існує два основних типи оформлення акваріумів. Для сомів з повільних течій на дно насипають суміш дрібного і середнього піску білого або жовтого кольору. Обов'язково в акваріумі повинні бути присутніми дрібні камінчики. Уздовж задньої стінки обладнають укриття для сомів — корчі і пласкі, великі камені. Там само висаджують великі кущі з потужним корінням. В акваріумах оформлених таким чином із задоволенням будуть жити S.angelicus, S.flavitaeniatus, S.brichardi, S.decorora, S.eupterus, S.notatus.
Для сомів великих рифтових озер водойму оформляють інакше. Основа ідентична річковим видам — дрібний пісок і галька. По всій площі акваріума розкладають камені великих і середніх розмірів. Уздовж задньої стінки споруджують кам'янисту гірку з великими зазорами між камінням. Бажано, щоб на каменях росли водорості. У таких умовах живуть S. irsacae, S. granulosus, S. multipunctatus, S. njassae, S. petricola.
Сусідами синодонтіса можуть стати риби середніх і верхніх шарів — харацинові, мормірові, поліптеруси, цихліди. Непогано в одному акваріумі уживаються синодонтіси різних видів. Головне, щоб на кожну особину доводилося по 1-2 укриття. У багатьох видів розвинена внутрішньовидова агресія.
Годують живим або замороженим харчем — шматочками риби, креветками, мідіями. Раз на тиждень не завадить давати ошпарені листя салату або кропиви. Їдять і сухий харч. Можуть підбирати його з поверхні, перевертаючись на спину. Не варто перегодовувати, оскільки це призводить до ожирріння й відповідно до безпліддя риб.
З технічних засобів знадобиться внутрішній фільтр середньої потужності для створення помірної течії, компресор. Температура тримання повинна становити 22-26 °C, pH 6,5-7,5; dH 18°; T 21-24 °C.

## Види
- Synodontis acanthomias
- Synodontis acanthoperca
- Synodontis afrofischeri
- Synodontis alberti
- Synodontis albolineatus
- Synodontis angelicus
- Synodontis annectens
- Synodontis ansorgii
- Synodontis arnoulti
- Synodontis aterrimus
- Synodontis bastiani
- Synodontis batensoda
- Synodontis batesii
- Synodontis brichardi
- Synodontis budgetti
- Synodontis camelopardalis
- Synodontis carineae
- Synodontis caudalis
- Synodontis caudovittatus
- Synodontis centralis
- Synodontis clarias
- Synodontis comoensis
- Synodontis congicus
- Synodontis contractus
- Synodontis courteti
- Synodontis cuangoanus
- Synodontis decorus
- Synodontis dekimpei
- Synodontis depauwi
- Synodontis dhonti
- Synodontis dorsomaculatus
- Synodontis eupterus
- Synodontis filamentosus
- Synodontis flavitaeniatus
- Synodontis frontosus
- Synodontis fuelleborni
- Synodontis geledensis
- Synodontis gobroni
- Synodontis grandiops
- Synodontis granulosus
- Synodontis greshoffi
- Synodontis guttatus
- Synodontis haugi
- Synodontis ilebrevis
- Synodontis irsacae
- Synodontis iturii
- Synodontis katangae
- Synodontis khartoumensis
- Synodontis koensis
- Synodontis kogonensis
- Synodontis laessoei
- Synodontis leopardinus
- Synodontis leopardus
- Synodontis levequei
- Synodontis longirostris
- Synodontis longispinis
- Synodontis lucipinnis
- Synodontis lufirae
- Synodontis macrophthalmus
- Synodontis macrops
- Synodontis macropunctatus
- Synodontis macrostigma
- Synodontis macrostoma
- Synodontis manni
- Synodontis marmoratus
- Synodontis matthesi
- Synodontis melanopterus
- Synodontis melanostictus
- Synodontis membranacea
- Synodontis multimaculatus
- Synodontis multipunctatus
- Synodontis nebulosus
- Synodontis ngouniensis
- Synodontis nigrita
- Synodontis nigriventris
- Synodontis nigromaculatus
- Synodontis njassae
- Synodontis notatus
- Synodontis nummifer
- Synodontis obesus
- Synodontis ocellifer
- Synodontis omias
- Synodontis orientalis
- Synodontis ornatipinnis
- Synodontis ornatissimus
- Synodontis ouemeensis
- Synodontis pardalis
- Synodontis petricola
- Synodontis pleurops
- Synodontis polli
- Synodontis polyodon
- Synodontis polystigma
- Synodontis pulcher
- Synodontis punctifer
- Synodontis punctulatus
- Synodontis punu
- Synodontis rebeli
- Synodontis resupinatus
- Synodontis ricardoae
- Synodontis robbianus
- Synodontis robertsi
- Synodontis ruandae
- Synodontis rufigiensis
- Synodontis rukwaensis
- Synodontis schall
- Synodontis schoutedeni
- Synodontis serpentis
- Synodontis serratus
- Synodontis smiti
- Synodontis soloni
- Synodontis sorex
- Synodontis steindachneri
- Synodontis tanganyicae
- Synodontis tessmanni
- Synodontis thamalakanensis
- Synodontis thysi
- Synodontis tourei
- Synodontis unicolor
- Synodontis vaillanti
- Synodontis vanderwaali
- Synodontis velifer
- Synodontis vermiculatus
- Synodontis victoriae
- Synodontis violaceus
- Synodontis voltae
- Synodontis waterloti
- Synodontis woleuensis
- Synodontis woosnami
- Synodontis xiphias
- Synodontis zambezensis
- Synodontis zanzibaricus